# Kserochazja
Kserochazja – rodzaj ruchów roślin zaliczany do ruchów higroskopowych. Mechanizm kserochazji polega na nierównomiernym kurczeniu się wysychających błon i ścian komórkowych martwych komórek. Zwilżenie powoduje ruch przeciwny. Wykorzystywany jest przy otwieraniu się owoców w celu wyrzucenia nasion. 
Ruchy kserochastyczne występują m.in. w rodzinie ożwiowatych (Loasaceae) oraz u zerwy kłosowej (Phyteuma spicatum).